# インパクト (お笑い)
インパクトは、かつて吉本興業で活動していたお笑いトリオ。1999年6月解散。

## メンバー
- 増本 庄一郎（ますもと しょういちろう、大阪府出身、1969年7月10日 - ）
- 石原 健次（いしはら けんじ、兵庫県出身、1969年7月29日 - ）
- 高野 信宏（たかの のぶひろ、東京都出身、1969年11月6日 - ）

## 略歴など
1990年3月、東海大学在学中に増本・石原・高野の3人より結成、吉本興業バッタモンクラブ、銀座7丁目劇場、渋谷公園通り劇場などで活躍する。
同じ劇場に出演していたことから、極楽とんぼ・ココリコ・ペナルティ・ガレッジセールといった芸人と交友が深い。
1997年、自衛官募集ポスターに雛形あきこと共にインパクトの3人がモデルとなっている。
その後インパクトは1999年6月30日に解散。
現在増本は俳優・脚本家・監督として、石原はテレビ番組構成放送作家として活躍している。高野は一般人に戻り生活しているとのこと。

## 出演

### テレビ
- 平成名物TVヨタロー（TBS、第2代5週勝ち抜きチャンピオン） - テレビデビュー
- 新しい波（フジテレビ）
- 演芸ひろば（NHK総合）
- 吉本東京新発売（TBS）
- タモリのSUPERボキャブラ天国（フジテレビ、ボキャブラ発表会 ザ・ヒットパレード） - キャッチコピーは「トライアングルの鬼」
- ダウンタウンのガキの使いやあらへんで!（日本テレビ、吉本杯争奪毒舌ボーリング大会）
- ピッカピカ天然素材!（TBS）
- スキー正義の味方（テレビ東京）
- DABO銀（テレビ朝日）
- タモリ倶楽部（テレビ朝日、マネージャーの宴会芸を肴に酒を飲もう）
- 急性吉本炎（TBS）
- 慢性吉本炎（TBS）
- AHERA（テレビ朝日）
- 素っ裸牧場（テレビ埼玉）
- はばたけ!ペンギン（TBS）

### ラジオ
- ニッポン放送　ラジオ7丁目劇場お笑いサバイバル　1997年9月〜1998年3月
- TBSラジオ 赤坂お笑いDOJO
- TOKYO FM　アフタヌーン・ブリーズ　木曜リポーター担当　1998年3月〜1999年6月

### 単独ライブ
- LIVE・インパクトwithタカノン：1995年5月26日　銀座７丁目劇場
- DAREKA to LIVE deluxe：1995年11月18日　銀座７丁目劇場
- 単独ライブSANNIN：1995年12月16日　渋谷公園通り劇場
- 単独ライブSANNIN：1996年5月18日　渋谷公園通り劇場
- 単独ライブSANNIN：1996年7月17日　渋谷公園通り劇場
- 裸時女舞〜ラジオブリ〜：1996年9月17日　渋谷公園通り劇場
- 単独ライブSANNIN：1996年11月16日　渋谷公園通り劇場
- 単独ライブSANNIN：1997年2月28日　渋谷公園通り劇場
- 単独ライブSANNIN：1997年5月30日・31日　渋谷公園通り劇場
- エチュード：1997年7月7日　渋谷公園通り劇場
- 単独ライブ　インディアンサマー：1997年8月8日　渋谷公園通り劇場
- エチュード「素」：1997年11月11日　渋谷公園通り劇場
- 単独ライブatheist in winter：1997年12月19日・20日　渋谷公園通り劇場
- 単独ライブNO ORANGE SO BLUE：1998年3月7日・8日　シアターVアカサカ
- 芝居じみた笑い：1998年1月31日　銀座7丁目劇場
- 単独ライブSANNIN：1998年11月21日　青山円形劇場
- 単独ライブPRESS：1999年5月3日　フジタヴァンテホール

### CM
- 自衛官募集  ポスター・TVCM　1997年
- DAIHATSUハイゼットトラック  ポスター・TVCM
- マルキュー“セレクト500” ポスター・TVCM
- 日清食品“うそ” TVCM

### ビデオ
- 東芝EMI　銀座7丁目劇場Vマガジン「月刊ぎんぶい」
- 銀座7丁目劇場4th ANNIVERSARY NETA&TALK
- 銀座7丁目劇場　楽屋バクロネタトーク
- THE 銀座7丁目劇場 FINAL